# Men in Love
«Men in Love» —en español: «Hombre enamorado»— es una canción de la banda de indie rock estadounidense Gossip. Fue lanzada como cuarto sencillo de su cuarto álbum de estudio Music for Men, especialmente para Alemania, el 29 de octubre de 2010.

## Video musical
El video fue dirigido por Cody Critcheloe y Justin Kelly. Muestra a Beth Ditto en un autobús, con unos pasajeros bastante desenfrenados, mientras la banda interpreta la canción. Casi al finalizar el clip, emergen dentro del autobús un grupo de futbolistas americanos, en el que terminan posando cantando la canción hasta el final del video. Esta última imagen, terminó siendo la portada del sencillo.

## Lista de canciones
| Sencillo en CD |                             |          |  |
| N.º            | Título                      | Duración |  |
| 1.             | «Men in Love»               | 3:41     |  |
| 2.             | «Men in Love» (NRJ Session) | 3:01     |  |

## Posicionamiento en listas
| Lista (2010)                    | Mejor posición |
| ------------------------------- | -------------- |
| Alemania (Media Control AG)     | 58             |
| Bélgica (Flandes) (Ultratop 50) | 35             |